# 닥스

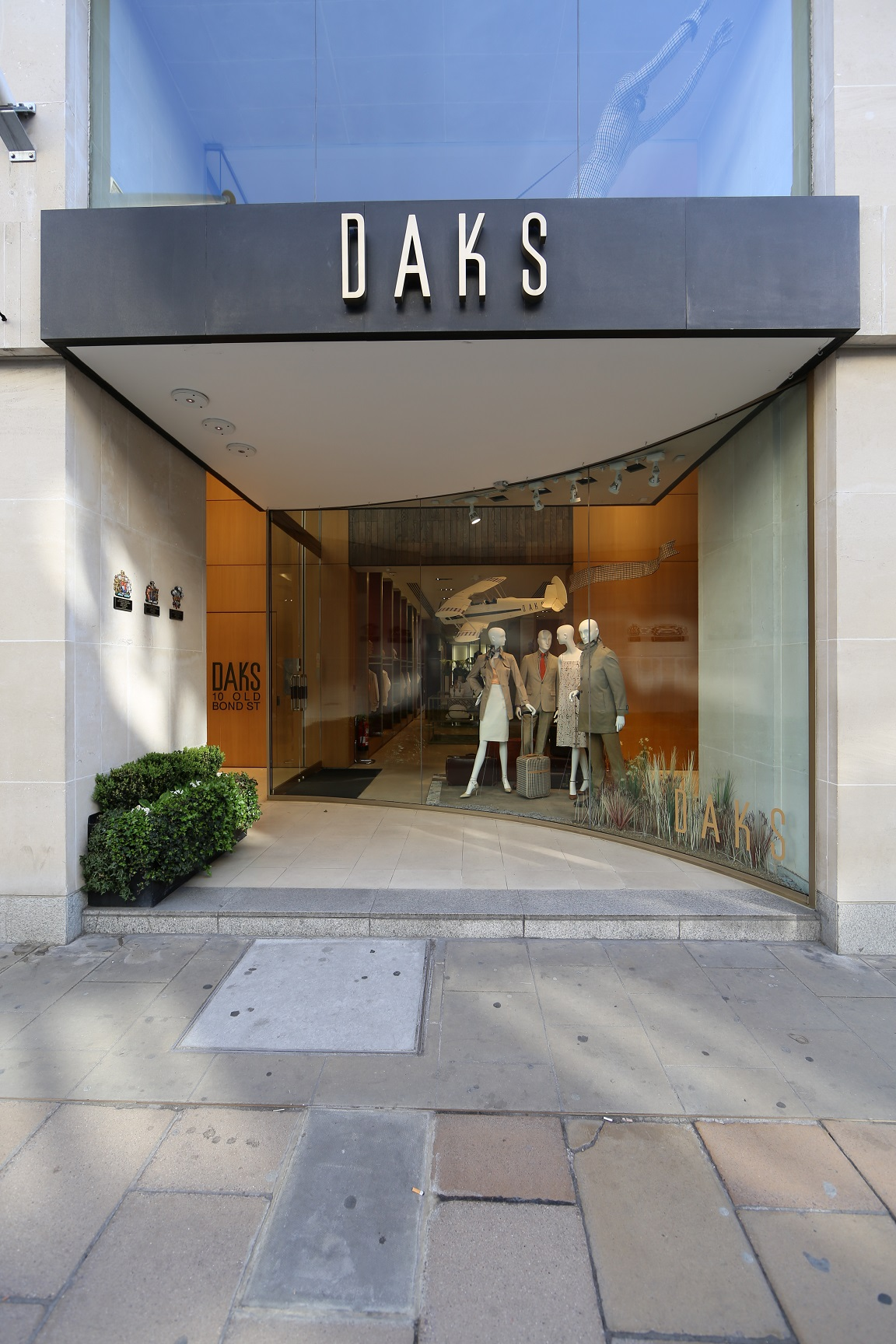
10 올드 본드 스트리트의 닥스 플래그십 스토어

닥스(DAKS)는 영국의 럭셔리 패션 디자인의 하나로, 1894년 런던의 시몬 심슨(Simeon Simpson)이 설립하였다. 1992년부터 일본 회사인 산쿄 세이코에 소유권이 넘어간 상태이다.
닥스는 영국의 왕가의 세 멤버로부터 주어지는 왕실 조달 허가증을 보유하고 있다. 공식적으로 닥스의 심슨 피커딜리(Simpson Piccadilly) 스토어에 수여된 것은 HRH 에든버러 공작의 왕실 조달 허가증으로, 이후 1962년 HM 여왕, 1982년 HRH 웨일스 공에 의해 수여되었다.
전 세계적으로 닥스는 30개 국가에 수출되며 2,000곳 이상의 특화점, 주요 스토어, 구내 매장에서 판매된다. 이 이름은 알렉산더 심슨(Alexander Simpson)의 두문자, 그리고 Dudley Beck의 마지막 문자를 조합하여 이루어졌다.
닥스는 한국에서는 패션의 명가인 LF가 산쿄 세이코와의 라이선스 계약을 하는 형태로 운영하고 있으며, 제조 및 판매는 한국에서 행해지게 하되, 로열티 지급은 원칙적으로 일본 업체인 산쿄 세이코에 전담된다.